# Wolica (rejon mościski)
Wolica, Lacka Wola (ukr. Волиця, Wołycia; hist. Tytowa Wola) – wieś na Ukrainie, w obwodzie lwowskim, w rejonie jaworowskim (do 2020 roku w rejonie mościskim). W 2022 roku liczyła 1017 mieszkańców.
Według danych z 2001 roku 69,2% mieszkańców jako język ojczysty wskazało ukraiński, 30,3% – polski, 0,3% – białoruski, 0,1% – rosyjski.
Wieś była wzmiankowana po raz pierwszy w 1433 roku. Wieś królewska Tytowa Wola położona była w 1589 roku w starostwie przemyskim w ziemi przemyskiej województwa ruskiego.  W czasie zaboru Galicji była w posiadaniu Jana Klemensa Branickiego. Dwór w Lackiej Woli posiadał dr Andrzej Kłodzianowski.
W II Rzeczypospolitej do 1934 roku samodzielna gmina jednostkowa. Następnie należała do zbiorowej wiejskiej gminy Mościska w powiecie mościskim, w województwie lwowskim. 
W 1931 r. wieś liczyła 317 zagród i 1914 mieszkańców, prawie sami Polacy. Wierni rzymskokatoliccy należeli do parafii w Mościskach, a od 1930 r. do nowo utworzonej parafii z Trzcieńcu. We wrześniu 1939 r. Niemcy chcieli rozstrzelać 53 mieszkańców, ale egzekucję wstrzymano dzięki interwencji ks. proboszcza Zygmunta Dziedziaka. 24 czerwca 1941 r. żołnierze z ukraińskiego batalionu "Nachtigall" bez żadnego powodu rozstrzelali 49 mężczyzn. W następnych latach nacjonaliści ukraińscy zamordowali kolejnych pięciu Polaków. 
W czasie okupacji niemieckiej polski mieszkaniec wsi Józef Wiącek ukrywał Żydów, za co w 2019 roku Instytut Jad Waszem uhonorował go tytułem Sprawiedliwego wśród Narodów Świata.
Po wojnie wieś weszła w struktury administracyjne Związku Radzieckiego. W 1946 roku zmieniono nazwę wsi na Wolica.